# Janina Gruszecka
Janina Gruszecka (ur. 1904 w Warszawie, zm. 19 kwietnia 1967 w Warszawie) – polska historyk i bibliotekarz.

## Życiorys
Po studiach na Uniwersytecie Warszawskim rozpoczęła pracę zawodową w 1931 r. w redakcji Słownika Geograficznego Państwa Polskiego. Po wojnie zajęła się zagadnieniami bibliotekarstwa pod wpływem współpracy z Adamem Łysakowskim.  W 1949 r. rozpoczęła pracę w Bibliotece Narodowej. Od 1956 r. objęła kierownictwo Zakładu Metodyczno-Instrukcyjnego Instytutu Książki i Czytelnictwa. W 1961 r. przeszła do Zakładu Katalogów Centralnych.